# Assimil
Изда́тельство Assimil (фр. Maison d'édition Assimil; произносится «Ассими́ль» — от «ассимилировать», «усваивать») ― французское издательство, специализирующееся на выпуске самоучителей иностранных языков. Образовано в 1929 году. Основатель ― Альфонс Шерель (Alphonse Chérel), полиглот, который говорил свободно на английском, немецком и русском.

## История
Основатель методики Альфонс Шерель родился в городе Ренне в 1882 году. Во время путешествий по Англии, Германии и России он заметил, что мир меняется. Потом ему пришла на ум идея создать методику для самостоятельного обучения языкам. Россия сыграла в жизни основателя методики значительную роль. Именно в России он начал преподавать французский язык детям благородных семейств. Самая первая его методика появилась в 1929 году, «Английский без труда» (фр. L’Anglais sans peine). После смерти Альфонса его сын Жан-Лу Шерель (Jean-Loup Chérel) стал главным руководителем фирмы. С 2007 года директором Ассимиля является Янник Шерель (Yannick Chérel).

## Принципы методики
Суть методики Шереля — в интуитивном постижении языка через усвоение отдельных фраз и связных текстов. Изучение делится на два этапа: пассивный (чтение и аудирование) и активный (построение собственных высказываний). На начальном этапе новшеством было наличие аудиоприложения: в комплекте с учебником шли виниловые диски. В настоящее время предлагаемые аудиоресурсы доступны в сети.

## Книжные серии

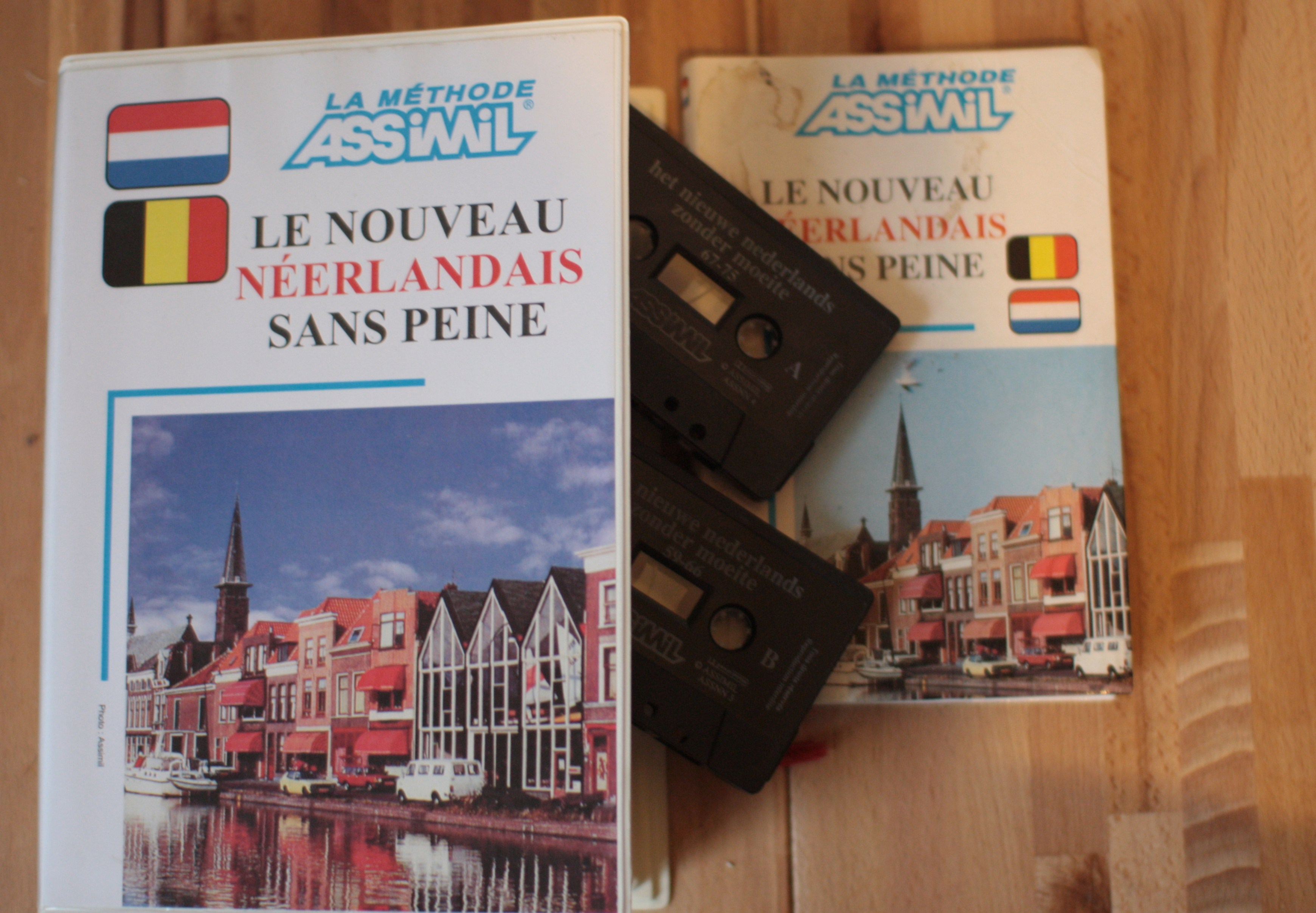
Самоучитель издательства «Ассимиль»: «Нидерландский без труда» (Le nouveau néerlandais sans peine).

Издательство выпускает учебные пособия для начинающих под названием «Без труда» (фр. Sans peine) как по распространённым, так и по малоизучаемым и древним языкам. В каталоге 2022 года есть, среди других, книги на санскрите, древнегреческом и корейском языках. Четыре книги данной серии переведены на русский:
1. «Английский без труда» (L'anglais sans peine)
2. «Французский без труда» (Le français sans peine)
3. «Немецкий без труда» (L'allemand sans peine)
4. «Итальянский без труда» (L'italien sans peine)

Серия самоучителей для продолжающих доступна под названием Perfectionnement. В ней вышли шесть книг: Perfectionnement Anglais, Perfectionnement Allemand, Perfectionnement Français, Perfectionnement Espagnol, Perfectionnement Italien и Perfectionnement Russe. Книга по французскому языку доступна на английском (англ. Using French), немецком (нем. Französisch in der Praxis), испанском (исп. Francés perfeccionamiento) и итальянском (итал. Perfezionamento del Francese). Другие серии:
- Affaires
- Guides de conversation
- Objectif Langues
- Assimil English
- Hors Collection
- QCM Assimil
- Kids & Teens — L'œil du détective
- Bienvenue !
- Les dicos d’Assimil
- Langues en liberté
- Assimemor
- En chantant
- Langues, etc.
- Kids & Teens — 100 % english
- Cahiers d’exercices
- Les dicos d’Assimil

## ASSiMiL иполиглотизм
Из-за того, что большинство самоучителей Ассимиля доступны только на французском, американский полиглот Александр Аргуэльес советует будущим полиглотам изучать сначала французский язык.